# 유타카정
유타카정(豊町)은 히로시마현 도요타군의 옛 정이다. 2005년 3월 20일, 아키군 온도정·구라하시정·가마가리정, 도요타군 야스우라정·도요하마정·유타카정이 구레시에 합병(편입합병)되며 소멸하였다.